# Stephan Rauschert
Stephan Rauschert, född 1931, död 1986, var en tysk botaniker och mykolog.
Auktorsnamnet Rauschert kan användas för Stephan Rauschert i samband med ett vetenskapligt namn inom botaniken; se Wikipediaartiklar som länkar till auktorsnamnet.